# Jujitsu tại Đại hội Thể thao Đông Nam Á 2023
Nhu thuật hay Jujitsu là một trong những môn thể thao được tranh tài tại Đại hội Thể thao Đông Nam Á 2023 ở Campuchia. Môn Jujitsu tại SEA Games 32 diễn ra trong 3 ngày (4/5, 6/5 và 7/5) tại Trung tâm Hội nghị Chroy Changvar.

## Nội dung thi đấu
Môn JuJitsu bao gồm mười ba nội dung bao gồm: sáu hạng mục dành cho nam, năm hạng mục dành cho nữ và hai hạng mục hỗn hợp.
- Nam: Ne-waza GI. 62kg, Ne-waza GI. 69kg, Ne-waza NOGI. 56kg, Ne-waza NO GI. 69kg, DUO, SHOW

- Nữ: Ne-waza GI. 52kg, Ne-waza NOGI. 52kg, Ne-waza NO GI. 57kg, DUO, SHOW

- Hỗn hợp: DUO, SHOW

## Giới hạn
- Mỗi Ủy ban Olympic quốc gia chỉ được phép tham dự tối đa:

- Ne-Waza: 2 VĐV nam nội dung Ne waza GI, 2 VĐV nam nội dung Ne-waza NOGI và 1 VĐV nữ nội dung Ne-waza GI nữ, 2 VĐV nữ nội dung Ne-waza NOGI nữ.
- DUO/SHOW: 1 Đôi nam DUO, 1 Đôi nữ DUO, 1 Đôi nam nữ DUO, 1 Đôi nam SHOW, 1 Đôi nữ SHOW, 1 Đôi nam nữ SHOW
- Các sự kiện cá nhân: Mỗi vận động viên của ủy ban Olympic quốc gia được phép thi đấu hai nội dung Ne-waza (một ở hạng cân GI và một ở hạng cân NOGI).

- Nội dung Cặp đôi: Mỗi vận động viên của ủy ban Olympic Quốc gia được phép thi đấu bốn nội dung DUO/SHOW (hai nội dung DUO và hai nội dung SHOW).

- Giới hạn độ tuổi: Giới hạn độ tuổi tối thiểu cho các vận động viên là 16 tuổi đối với các Sự kiện Cá nhân và Cặp đôi. Đối với những vận động viên chưa đến tuổi trưởng thành (tuổi trưởng thành hợp pháp), nên xin phép cha mẹ của họ.

## Chương trình thi đấu
Môn Jujitsu tại SEA Games 32 khởi tranh vào ngày 04/5. Trước đó, vào ngày 02/5 đã diễn ra cuộc họp của các Trưởng đoàn của các đội tham dự. 
| Ngày  | Giai đoạn                   | Thời gian     | Giới tính            | Nội dung                                                         |
| ----- | --------------------------- | ------------- | -------------------- | ---------------------------------------------------------------- |
| 04/05 | JJ01-Vòng loại và bán kết   | 12:30 - 15:30 | Nữ Nam Nữ Nam Nữ     | Ne-Waza GI -52kg Ne-Waza NOGI -69kg SHOW Nam SHOW Nữ SHOW Nam Nữ |
| 04/05 | JJ01-Chung kết và trao giải | 16:00 - 17:30 | Nữ Nam Nữ Nam Nữ     | Ne-Waza GI -52kg Ne-Waza NOGI -69kg SHOW Nam SHOW Nữ SHOW Nam Nữ |
| 06/05 | JJ02-Vòng loại và bán kết   | 12:30 - 15:30 | Nam Nữ Nam Nữ Nam Nữ | Ne-Waza GI -62kg Ne-Waza NOGI-57kg DUO Nam DUO Nữ DUO Nam Nữ     |
| 06/05 | JJ02-Chung kết và trao giải | 16:00 - 17:30 | Nam Nữ Nam Nữ Nam Nữ | Ne-Waza GI -62kg Ne-Waza NOGI-57kg DUO Nam DUO Nữ DUO Nam Nữ     |
| 07/05 | JJ03-Vòng loại và bán kết   | 12:30 - 15:30 | Nam Nữ               | Ne-Waza GI -69kg Ne-Waza NOGI -56kg Ne-Waza NOGI -52kg           |
| 07/05 | JJ03-Chung kết và trao giải | 16:00 - 17:30 | Nam Nữ               | Ne-Waza GI -69kg Ne-Waza NOGI -56kg Ne-Waza NOGI -52kg           |

## Kết quả

### Nam
Duo
| Đội         | ST | T | L | H | Đ |
| ----------- | -- | - | - | - | - |
| Campuchia   | 3  | 3 | 0 | 0 | 3 |
| Thái Lan    | 3  | 2 | 1 | 0 | 2 |
| Việt Nam    | 3  | 1 | 2 | 0 | 1 |
| Philippines | 3  | 0 | 3 | 0 | 0 |

### Nữ
Show
1. Thái Lan 48
2. Campuchia 42.5
3. Philippines 40
4. Vietnam 40

Ne-waza gi - 52kg
| Đội         | ST | T | L | H | Đ |
| ----------- | -- | - | - | - | - |
| Philippines | 4  | 4 | 0 | 0 | 4 |
| Campuchia   | 4  | 3 | 1 | 0 | 3 |
| Thái Lan    | 4  | 2 | 2 | 0 | 2 |
| Việt Nam    | 4  | 1 | 3 | 0 | 1 |
| Singapore   | 4  | 0 | 4 | 0 | 0 |

## Các huy chương
| Nội dung               | Vàng                                                 | Bạc                                           | Đồng                                                                    |
| ---------------------- | ---------------------------------------------------- | --------------------------------------------- | ----------------------------------------------------------------------- |
| Nam Duo                | Campuchia · Kongmona Mithora · Touch Pikada          | Thái Lan · Nawin Kokaew · Panuwat Deeyatam    | Philippines · Jan Harvey Navarro · Karl Dale Navarro                    |
| Nam Duo                | Campuchia · Kongmona Mithora · Touch Pikada          | Thái Lan · Nawin Kokaew · Panuwat Deeyatam    | Việt Nam · Ma Đình Khải · Trịnh Kế Dương                                |
| Nam Show               | Campuchia · Kongmona Mithora · Touch Pikada          | —                                             | Philippines · Jayson Cayabyab Cayari · Raymond Percival Reyes Villaraza |
| Nam Show               | Thái Lan · Charatchai Kitpongsri · Warut Netpong     | —                                             | Việt Nam · Phan Hữu Thắng · Nguyễn Văn Đức                              |
| Nam ne-waza gi 62 kg   | Suwijak Kuntong · Thái Lan                           | Cấn Văn Thắng · Việt Nam                      | Amirul Syafiq Bin Shah Eran · Singapore                                 |
| Nam ne-waza gi 62 kg   | Suwijak Kuntong · Thái Lan                           | Cấn Văn Thắng · Việt Nam                      | Myron Myles Medina Mangubat · Philippines                               |
| Nam ne-waza gi 69 kg   | Noah Lim · Singapore                                 | Jedidah Phomsavath Slayman · Lào              | Hour Senghong · Campuchia                                               |
| Nam ne-waza gi 69 kg   | Noah Lim · Singapore                                 | Jedidah Phomsavath Slayman · Lào              | Adam Akaksyah · Malaysia                                                |
| Nam ne-waza nogi 56 kg | Đào Hồng Sơn · Việt Nam                              | Tang Yong Siang · Singapore                   | Jan Vincent Ferrer Cortez · Philippines                                 |
| Nam ne-waza nogi 56 kg | Đào Hồng Sơn · Việt Nam                              | Tang Yong Siang · Singapore                   | Komkrit Keadnin · Thái Lan                                              |
| Nam ne-waza nogi 69 kg | Marc Alexander Foronda Lim · Philippines             | Đặng Đình Tùng · Việt Nam                     | Noah Lim · Singapore                                                    |
| Nam ne-waza nogi 69 kg | Marc Alexander Foronda Lim · Philippines             | Đặng Đình Tùng · Việt Nam                     | Kunnapong Hasdee · Thái Lan                                             |
|                        |                                                      |                                               |                                                                         |
| Nữ Duo                 | Thái Lan · Kanyarat Phaophan · Panyaporn Phaophan    | Campuchia · Heng Seavheang · Tin Sovanlina    | Việt Nam · Nguyễn Minh Phương · Hoàng Thị Lan Hương                     |
| Nữ Duo                 | Thái Lan · Kanyarat Phaophan · Panyaporn Phaophan    | Campuchia · Heng Seavheang · Tin Sovanlina    | Philippines · Andrea Camille Manalo Divina · Louann Jindani Gutierrez   |
| Nữ Show                | Thái Lan · Kunsatri Kumsroi · Suphawadee Kaeosrasaen | Campuchia · Heng Seavheang · Tim Sovanlina    | Philippines · Dianne Ruado Bargo · Isabela Dominique Castaño Montaña    |
| Nữ Show                | Thái Lan · Kunsatri Kumsroi · Suphawadee Kaeosrasaen | Campuchia · Heng Seavheang · Tim Sovanlina    | Việt Nam · Minh Phương Nguyễn · Thị Lan Hương Hoàng                     |
| Nữ ne-waza gi 52 kg    | Jenna Kaila Napolis · Philippines                    | Jessa Khan · Campuchia                        | Nuchanat Singchalad · Thái Lan                                          |
| Nữ ne-waza gi 52 kg    | Jenna Kaila Napolis · Philippines                    | Jessa Khan · Campuchia                        | Đặng Thị Huyền · Việt Nam                                               |
| Nữ ne-waza nogi 52 kg  | Marc Alexander Foronda Lim · Philippines             | Đặng Đình Tùng · Việt Nam                     | Noah Lim · Singapore                                                    |
| Nữ ne-waza nogi 52 kg  | Marc Alexander Foronda Lim · Philippines             | Đặng Đình Tùng · Việt Nam                     | Kunnapong Hasdee · Thái Lan                                             |
| Nữ ne-waza nogi 57 kg  | Annie Ramirez · Philippines                          | Orapa Senatham · Thái Lan                     | Lê Thị Thương · Việt Nam                                                |
| Nữ ne-waza nogi 57 kg  | Annie Ramirez · Philippines                          | Orapa Senatham · Thái Lan                     | Mab Sokhouy · Campuchia                                                 |
|                        |                                                      |                                               |                                                                         |
| Nam Nữ Duo             | Thái Lan · Lalita Yuennan · Warawut Saengsriruang    | Campuchia · Heng Seavheang · Kongmona Mithora | Việt Nam · Sái Công Nguyên · Lương Ngọc Trà                             |
| Nam Nữ Duo             | Thái Lan · Lalita Yuennan · Warawut Saengsriruang    | Campuchia · Heng Seavheang · Kongmona Mithora | Philippines · Christopher Medina Gallego · Estie Gay Dulnuan Liwanen    |
| Nam Nữ Show            | Thái Lan · Areewan Chansri · Ratcharat Yimprai       | Campuchia · Sor Sophanuth · Tin Sovanlina     | Philippines · Ian Patrick Baluyut Gurrobat · Leslygomez Romero          |
| Nam Nữ Show            | Thái Lan · Areewan Chansri · Ratcharat Yimprai       | Campuchia · Sor Sophanuth · Tin Sovanlina     | Việt Nam · Trịnh Kế Dương · Lương Ngọc Trà                              |

## Bảng tổng sắp huy chương
| Hạng               | Đoàn               | Vàng | Bạc | Đồng | Tổng số |
| ------------------ | ------------------ | ---- | --- | ---- | ------- |
| 1                  | Thái Lan           | 6    | 2   | 5    | 13      |
| 2                  | Campuchia          | 3    | 5   | 1    | 9       |
| 3                  | Philippines        | 3    | 1   | 8    | 12      |
| 4                  | Việt Nam           | 1    | 2   | 9    | 12      |
| 5                  | Singapore          | 1    | 1   | 2    | 4       |
| 6                  | Lào                | 0    | 1   | 0    | 1       |
| 7                  | Malaysia           | 0    | 0   | 1    | 1       |
| Tổng số (7 đơn vị) | Tổng số (7 đơn vị) | 14   | 12  | 26   | 52      |